# Tournoi d'ouverture du championnat de Colombie de football 2025
Navigation
Torneo Finalización 2024 Torneo Finalización 2025
Le Tournoi d'ouverture du championnat de Colombie de football 2025 est le 100e tournoi du Championnat de Colombie de football de première division, connu sous le nom de « Liga BetPlay Dimayor 2025 ». 
Les nouveaux venus à ce niveau de la compétition sont les deux équipes promues de Primera B 2024, l'Unión Magdalena qui retrouve ce niveau après seulement une saison à l'échelon inférieur et le Llaneros FC qui accède pour la première fois de son histoire à ce niveau de la compétition.
L'Independiente Santa Fe décroche lors de ce tournoi son dixième titre de champion de Colombie.

## Règlement
Le système de compétition des tournois saisonniers 2025 a été établi le 16 décembre 2024 lors d'une assemblée extraordinaire de la Dimayor, au cours de laquelle il a été décidé de maintenir le format de compétition utilisé la saison précédente, avec le retour de la journée des classicos lors de la phase de championnat qui n'a pas été jouée lors des tournois de 2024. Le tournoi se joue selon un système en trois phases : dans la première, les équipes jouent 19 matchs contre les autres équipes et un match classico. Les huit meilleures équipes du classement se qualifient pour la phase suivante, qui est composée de deux groupes de quatre équipes dans lesquelles sont joués six match aller-retour, et qui qualifie les deux premières équipes de chaque groupe pour la finale. La finale se joue en matchs aller-retour pour désigner le champion du tournoi qui se qualifie pour la Copa Libertadores 2026 et la Superliga Colombiana 2026.
Le classement est calculé avec le barème de points suivant : une victoire vaut trois points, le match nul un. La défaite ne rapporte aucun point.
À égalité de points, les critères de départage sont les suivants :
1. Plus grande différence de buts générale ;
2. Plus grand nombre de victoires ;
3. Plus grand nombre de buts marqués ;
4. Plus grand nombre de buts marqués à l'extérieur ;
5. Plus petit nombre de carton rouge ;
6. Plus petit nombre de carton jaune ;
7. Tirage au sort.

## Participants
Le Torneo Apertura 2025 est la 20e édition à vingt équipes, les deux promus de Primera B sont l'Unión Magdalena et le Llaneros FC.
| Club                   | Entraineur           | Ville             | Stade                   | Classement 2024 |
| ---------------------- | -------------------- | ----------------- | ----------------------- | --------------- |
| Deportes Tolima        | Ismael Rescalvo      | Ibagué            | Manuel Murillo Toro     | 1er             |
| Independiente Santa Fe | Pablo Peirano        | Bogotá            | Nemesio Camacho         | 2e              |
| Millonarios FC         | David González       | Bogotá            | Nemesio Camacho         | 3e              |
| Atlético Bucaramanga   | Gustavo Florentín    | Bucaramanga       | Américo-Montanini       | 4e              |
| Once Caldas            | Hernán Darío Herrera | Manizales         | Palogrande              | 5e              |
| Junior de Barranquilla | César Farías         | Barranquilla      | Roberto Meléndez        | 6e              |
| Atlético Nacional      | Javier Gandolfi      | Medellín          | Atanasio Girardot       | 7e              |
| América de Cali        | Jorge da Silva       | Cali              | Pascual-Guerrero        | 8e              |
| Deportivo Pereira      | Luis Fernando Suárez | Pereira           | Hernán Ramírez Villegas | 9e              |
| Independiente Medellín | Alejandro Restrepo   | Medellín          | Atanasio Girardot       | 10e             |
| Deportivo Pasto        | Camilo Ayala         | San Juan de Pasto | Departamental Libertad  | 11e             |
| CD La Equidad          | Alexis García        | Bogotá            | Metropolitano de Techo  | 12e             |
| Fortaleza CEIF         | Sebastián Oliveros   | Bogotá            | Metropolitano de Techo  | 13e             |
| Águilas Doradas        | Pedro Depablos       | Rionegro          | Alberto Grisales        | 14e             |
| Deportivo Cali         | Alfredo Arias        | Palmira           | Deportivo Cali          | 15e             |
| Alianza Petrolera      | Hubert Bodhert       | Valledupar        | Daniel-Villa-Zapata     | 18e             |
| Boyacá Chicó           | Juan Carlos Álvarez  | Tunja             | La Independencia        | 19e             |
| Envigado FC            | Andrés Orozco        | Envigado          | Polideportivo Sur       | 20e             |
| Unión Magdalena        | Jorge Luis Pinto     | Santa Marta       | Sierra Nevada           | 1er (Primera B) |
| Llaneros FC            | Jaime de la Pava     | Villavicencio     | Manuel Calle Lombana    | 2e (Primera B)  |

Légende des couleurs
- Phase de groupe de la Copa Libertadores 2025
- Tour préliminaire de la Copa Libertadores 2025
- Tour préliminaire de la Copa Sudamericana 2025
- Promu de Primera B 2024

## Compétition

### Phase régulière
| Rang | Équipe                 | Pts | J  | G  | N | P  | Bp | Bc | Diff |
| ---- | ---------------------- | --- | -- | -- | - | -- | -- | -- | ---- |
| 1    | América de Cali        | 39  | 20 | 11 | 6 | 3  | 29 | 12 | +17  |
| 2    | Millonarios FC         | 38  | 20 | 11 | 5 | 4  | 30 | 17 | +13  |
| 3    | Junior de Barranquilla | 37  | 20 | 10 | 7 | 3  | 26 | 16 | +10  |
| 4    | Deportes Tolima        | 36  | 20 | 10 | 6 | 4  | 30 | 19 | +11  |
| 5    | Atlético Nacional T    | 35  | 20 | 10 | 5 | 5  | 37 | 21 | +16  |
| 6    | Independiente Santa Fe | 33  | 20 | 9  | 6 | 5  | 28 | 23 | +5   |
| 7    | Once Caldas            | 33  | 20 | 10 | 3 | 7  | 26 | 22 | +4   |
| 8    | Independiente Medellín | 32  | 20 | 8  | 8 | 4  | 19 | 11 | +8   |
| 9    | Atlético Bucaramanga   | 29  | 20 | 8  | 5 | 7  | 24 | 20 | +4   |
| 10   | Alianza Petrolera      | 29  | 20 | 8  | 5 | 7  | 23 | 21 | +2   |
| 11   | Deportivo Pasto        | 29  | 20 | 8  | 5 | 7  | 20 | 20 | 0    |
| 12   | Deportivo Pereira      | 28  | 20 | 7  | 7 | 6  | 22 | 21 | +1   |
| 13   | Deportivo Cali         | 24  | 20 | 5  | 9 | 6  | 14 | 17 | -3   |
| 14   | Águilas Doradas        | 21  | 20 | 4  | 9 | 7  | 17 | 19 | -2   |
| 15   | Llaneros FC P          | 20  | 20 | 6  | 2 | 12 | 20 | 28 | -8   |
| 16   | Fortaleza CEIF         | 20  | 20 | 5  | 5 | 10 | 15 | 25 | -10  |
| 17   | Boyacá Chicó           | 20  | 20 | 4  | 8 | 8  | 14 | 31 | -17  |
| 18   | Envigado FC            | 18  | 20 | 5  | 3 | 12 | 16 | 29 | -13  |
| 19   | Unión Magdalena P      | 11  | 20 | 1  | 8 | 11 | 14 | 30 | -16  |
| 20   | CD La Equidad          | 10  | 20 | 2  | 4 | 14 | 13 | 35 | -22  |

| Légende : Qualifications et relégations | Légende : Qualifications et relégations              |
| --------------------------------------- | ---------------------------------------------------- |
|                                         | Qualification pour la deuxième phase                 |
|                                         | T : Tenant du titre P : Club promu de Primera B 2024 |

### Deuxième phase
Les huit premiers sont répartis dans deux groupes de quatre équipes. Les deux vainqueurs de ces mini-championnats se retrouvent en finale.
| Rang | Équipe                 | Pts | J | G | N | P | Bp | Bc | Diff |
| ---- | ---------------------- | --- | - | - | - | - | -- | -- | ---- |
| 1    | Independiente Medellín | 14  | 6 | 4 | 2 | 0 | 9  | 4  | +5   |
| 2    | América de Cali        | 9   | 6 | 2 | 3 | 1 | 7  | 7  | 0    |
| 3    | Deportes Tolima        | 8   | 6 | 2 | 2 | 2 | 9  | 8  | +1   |
| 4    | Junior de Barranquilla | 1   | 6 | 0 | 1 | 5 | 2  | 8  | -6   |

| Rang | Équipe                 | Pts | J | G | N | P | Bp | Bc | Diff |
| ---- | ---------------------- | --- | - | - | - | - | -- | -- | ---- |
| 1    | Independiente Santa Fe | 12  | 6 | 4 | 0 | 2 | 8  | 6  | +2   |
| 2    | Millonarios FC         | 9   | 6 | 2 | 3 | 1 | 5  | 4  | +1   |
| 3    | Atlético Nacional T    | 8   | 6 | 2 | 2 | 2 | 5  | 5  | 0    |
| 4    | Once Caldas            | 3   | 6 | 0 | 3 | 3 | 4  | 7  | -3   |

### Finale
Les matches ont eu lieu les 24 et 29 juin 2025.
| Équipe                 | Aller | Total | Retour | Équipe                 |
| ---------------------- | ----- | ----- | ------ | ---------------------- |
| Independiente Santa Fe | 0 - 0 | 2 - 1 | 2 - 1  | Independiente Medellín |

## Bilan de la saison
| Tournoi d'ouverture du championnat de football de Colombie 2025 |                                    |
| Champion                                                        | Independiente Santa Fe (10e titre) |
| Qualifications continentales                                    |                                    |
| Copa Libertadores 2026                                          | Independiente Santa Fe             |